# لوکاس نیچیارلی
لوکاس نیچیارلی (انگلیسی: Lucas Nicchiarelli؛ زادهٔ ۲۴ اوت ۱۹۹۶) بازیکن فوتبال اهل آرژانتین است.